# 白晝之王
白晝之王（荷蘭語：Keizer van Middag），又稱中晝之王、白日大帝、平埔太陽王，是大肚王國的國王（其本質上較類似部落聯盟領袖），於17世紀統治中台灣的平埔原住民族群。
荷蘭文的middag對應到英文的midday、noon或afternoon，字面上有「中午」、「白天」的意味，但在現代荷蘭文中專指「下午」。

## 歷代白晝之王
目前文獻上有記載且較能考證之大肚國王只有二位，分別是與荷蘭時期重疊的甘仔轄·阿拉米（Camachat Aslamie，？－1648年）與甘仔轄·馬祿（Camachat Maloe，1648年－？）。但其國祚甚長（近二世紀），不可能只有兩位國王。
還有一位文獻上有記載，但未能考證為是否是大肚王國之君主。即《隋書·東夷列傳》當中流求國的國王歡斯渴剌兜（可能為巴則海人）。

## 國家統治規模
白晝之王屬於拍布拉族系（Papora），其統治中心為今日的臺中市大肚（Darida）、清水區（牛罵，Goema）地區。含蓋沙鹿區(沙轆)、龍井區(水裡)。而其統治力及於洪雅族（Hoanya）、巴布薩族（Babuza）、巴則海族（Pazeh）以及道卡斯族（Taokas）等民族分布地，為跨民族的聯合王國。王國領土北起大甲溪、南至彰化縣北部、東抵南投縣、西臨大海。

## 名稱
於清治時期巡臺御史黃叔璥所著之《臺海使槎錄》一書中，稱呼大肚王國的統治者為「番長」。

### 引用
1. ↑  《臺海使槎錄》：「大肚山形，遠望如百雉高城，昔有番長名大眉。」

### 书目
- 大肚王 - 台灣大百科全書 Encyclopedia of Taiwan （页面存档备份，存于）
- 大肚番王 - 台灣大百科全書 Encyclopedia of Taiwan （页面存档备份，存于）

## 外部連結
- 「南島西拉雅主義者」對「吉貝耍」漢人疑似進行種族改造 （页面存档备份，存于），2016-01-12